# Torneo WTA de Kuala Lumpur 2013
El BMW Malaysian Open 2013 fue un evento de tenis WTA International en la rama femenina. Se disputó en Kuala Lumpur (Malasia), en el complejo Bukit Kiara Equestrian and Country Resort, en canchas de Cemento al aire libre, haciendo parte de un conjunto de eventos que hacen de antesala a los torneos de gira norteamericana de cemento, entre el 25 de febrero y 2 de marzo de 2013 en los cuadros principales femeninos, pero la etapa de clasificación se disputó desde el 23 de febrero.

## Cabezas de serie

### Individuales femeninos
| Tenista                   | Ranking | Preclasificada |
| Caroline Wozniacki        | 10      | 1              |
| Hsieh Su-wei              | 25      | 2              |
| Anastasiya Pavliuchenkova | 29      | 3              |
| Ayumi Morita              | 55      | 4              |
| Misaki Doi                | 82      | 5              |
| Donna Vekic               | 90      | 6              |
| Eleni Daniilidou          | 94      | 7              |
| Kristýna Pliskova         | 99      | 8              |

### Dobles femeninos
| Tenistas                         | Ranking | Preclasificada |
| Janette Husárová / Zhang Shuai   | 82      | 1              |
| Shuko Aoyama / Chang Kai-chen    | 139     | 2              |
| Irina Buryachok / Chan Hao-ching | 146     | 3              |
| Rika Fujiwara / Zheng Saisai     | 171     | 4              |

## Campeonas

### Individuales femeninos
Karolína Pliskova venció a  Bethanie Mattek-Sands por 1-6, 7-5, 6-3

### Dobles femenino
Shuko Aoyama /  Chang Kai-chen vencieron a  Janette Husárová /  Shuai Zhang por 6-7(4-7), 7-6(7-4), [14-12]